# 1307 Cimmeria
Cimmeria (asteróide 1307) é um asteróide da cintura principal, a 2,0344003 UA. Possui uma excentricidade de 0,0962503 e um período orbital de 1 233,58 dias (3,38 anos).
Cimmeria tem uma velocidade orbital média de 19,85174209 km/s e uma inclinação de 3,94621º.
Esse asteróide foi descoberto em 17 de Outubro de 1930 por Grigory Neujmin.